# Zajęcie
Zajęcie – celowa i nazwana czynność mająca wartość nadaną przez jednostkę i kulturę. Zajęcia mogą być wykonywane w czasie wolnym, być związane z samoobsługą lub produktywnością.
Zajęcie jest nierozerwalnie powiązane ze zdrowiem człowieka. Zarówno możliwość podejmowania zajęć warunkuje zdrowie (w szczególności dobrostan subiektywny), jak i odpowiedni stan zdrowia jest konieczny do satysfakcjonującego i skutecznego wykonywania zajęć.
W terapii zajęciowej podejmowanie zajęć jest sposobem na leczenie.